# خانواده بیاتروستای چقاطرم
چقاطرمخانواده‌های بیات در روستای چغاترم،(روستای چغاطرم) از توابع بخش پاچه لک شرقی  شهرستان الیگودرز در استان لرستان، از طوایف اصیل و ریشه‌دار لر فیلی به شمار می‌روند. برخلاف برخی طوایف بیات در نقاط دیگر ایران که ترک‌زبان هستند، بیات‌های چغاترم به لحاظ قومی و زبانی، لر و عمدتاً وابسته به طایفهٔ ساکی شناخته می‌شوند.
بیات های روستای علی اباد ،برناباد با بیات های دیگر در شهرستان ازنا و الیگودرز نسبت خوشاوندی ندارند 

## تاریخچه و تبارشناسی
طایفه بیات در لرستان، به ویژه در شهرستان الیگودرز، سابقه‌ای چند صد ساله دارد و به عنوان یکی از شاخه‌های تاریخی طایفه ساکی مطرح است. این طایفه از لحاظ هویتی با بیات‌های ترک‌زبان در دیگر مناطق ایران متفاوت است و به جامعه لرهای فیلی تعلق دارند.

## پراکندگی جغرافیایی
علاوه بر روستای چغاترم، خانواده‌های بیات در مناطق دیگری از شهرستان الیگودرز مانند دورود و روستاهای اطراف ساکن‌اند. در دهه‌های اخیر، بخشی از این طایفه به شهرهای بزرگ مانند تهران، ایلام، اهواز و خرم‌آباد مهاجرت کرده‌اند.

## فعالیت‌های اقتصادی
طایفه بیات در چغاترم عمدتاً در زمینه‌های کشاورزیو دامداری   فعالیت دارند. برخی از اعضای این خانواده‌ها نیز در مشاغل دولتی، نظامی، آموزش و پرورش و حوزه‌های آزاد مشغول به کار هستند.

## روستای چغاترم
روستای چغاترم در پاچه لک شرقی  واقع شده و دارای آب‌وهوای سردسیری و طبیعتی کوهستانی است. این روستا محل سکونت طوایف متعددی از جمله بیات، عیسوند، ذلقی، موسوی، خلیلی، کمره‌ای، ایرانشاهی و دیگر خانواده‌های بومی است.